# Rockefeller Street
«Rockefeller Street» (укр. «Вулиця Рокфеллера») — пісня, з якою естонська співачка Геттер Яані представляла Естонію на пісенному конкурсі Євробачення 2011. Композиція набрала 44 бали, і посіла передостаннє, 24 місце.